# Rome Baptist Church

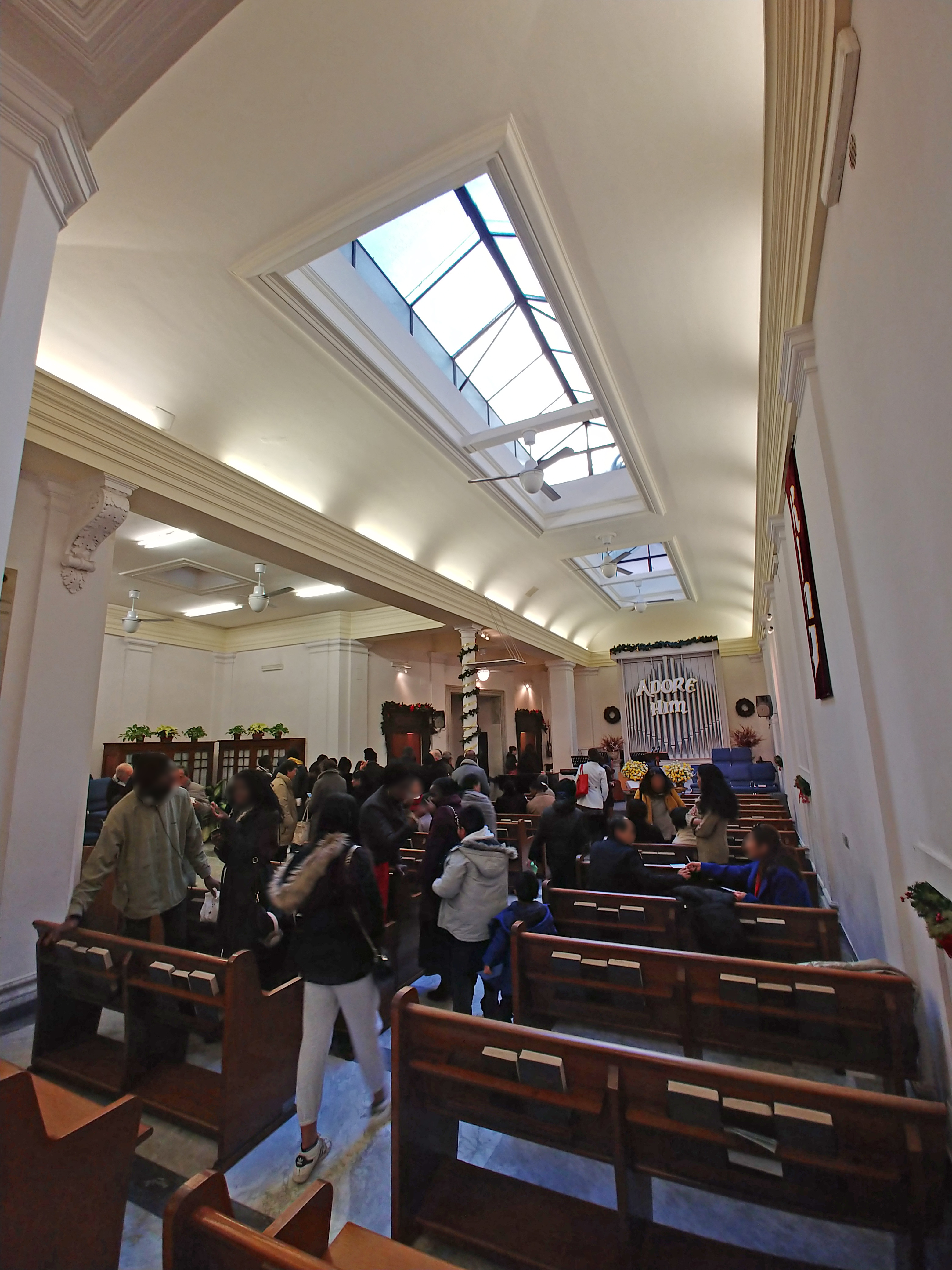
Interno

La Rome Baptist Church (in italiano: Chiesa battista di Roma) è un luogo di culto protestante di lingua inglese situato nel centro storico di Roma, in piazza San Lorenzo in Lucina (nel rione Campo Marzio).

## Storia
Nel 1874 il missionario battista di nazionalità inglese James Wall acquistò per conto della Baptist Missionary Society di Londra, il giardino interno di una palazzina in piazza in Lucina per dare sede stabile e adeguata alla comunità da lui fondata tre anni prima che, fino ad allora, si era riunita nel cortile di un palazzo in via Laurina, nei pressi di piazza del Popolo. All'architetto Giovanni Carlo Landi venne affidato l'incarico di ricavare dall'ambiente irregolare, facente parte del complesso di cortili di palazzo Ruspoli e anticamente adibito a stalla, un luogo di culto, che venne completato e aperto l'anno successivo; nel 1888 venne acquistata dalla congregazione parte della palazzina, che era stata ricavata nel 1729-1731 da Camillo Paladini unendo due abitazioni degli inizi del XVIII secolo. Tra il 1914 e il 1915 venne realizzata la decorazione pittorica interna ad opera di Paolo Paschetto con, lungo le pareti laterali, lunette con il testo del Padre nostro e, al centro di quella centrale, una croce coronata inscritta entro una mandorla e circondata da ali, tra l'Α e Ω. Nel 1935 la chiesa cadde in abbandono e durante la seconda guerra mondiale venne utilizzata come deposito.
Nel 1962 William C. Ruchti del Foreign Mission Board della Southern Baptist Convention rilevò la struttura e vi impiantò una nuova comunità denominata "Rome Baptist Church", ufficialmente attiva dal 10 marzo 1963; in tale occasione l'edificio venne ristrutturato e andarono perduti i dipinti di Paschetto. Nel settembre 2000 la chiesa divenne indipendente e autofinanziata.

## Descrizione
Esternamente la chiesa è priva di qualsiasi caratterizzazione ad eccezione del portone d'ingresso, che immette in un lungo andito: inquadrato da due lesene ioniche in travertino e sormontato da un balcone sorretto da due mensole, sul cui parapetto sono riportate le lettere greche A e Ω e al centro, tra due rami di palma, è scolpito un libro aperto con una citazione tratta dalla lettera ai Romani («Io non mi vergogno dell'evangelo di Cristo, ché esso è la potenza di Dio in salute ad ogni credente», 1,16), venne aggiunto successivamente, probabilmente nel 1901 ad opera di Eugenio Aureli e Gaetano Marchesi che, in quello stesso anno, intervennero similmente sulla facciata della chiesa evangelica battista in Trastevere.
L'aula è introdotta da un portale con doppio battente ligneo scolpito con motivi liberty a tralci d'uva che intrecciano l'A e l'Ω, che insieme al fonte battesimale costituisce l'unico elemento superstite del perduto arredo originario. L'ambiente ha una forma a L ed è stato regolarizzato, mediante colonnine e pilastri che sorreggono il soffitto, tale da assumere una conformazione a due navate: quella maggiore, posta in asse con l'ingresso e coperta volta a padiglione nella quale si aprono due lucernari longitudinali, e quella laterale, alla sinistra della principale, la cui prima campata costituisce una sorta di vasto ambulacro. Le pareti sono movimentate da lesene tuscaniche e, al centro di quella di fondo, si trova l'organo a canne, costruito dalla ditta Strozzi nella seconda metà del XX secolo e dotato di 21 registri; ai lati della porta d'accesso vi è una lapide del 1903 posta in memoria del fondatore James Wall. Lungo l'ultima campata della navatella si apre il fonte battesimale ottocentesco, con vasca marmorea per l'immersione.